# Intelsat 4 F–1
Intelsat 4 F–1 (International Telecommunications Satellite) amerikai távközlési műhold.

## Küldetés
Kereskedelmi kommunikációs műholdszolgáltatás biztosítása.

## Jellemzői
Gyártotta a Hughes Space and Communications Company (HSC) (Amerika), üzemeltette az Intelsat SA (Nemzetközi Távközlési Műhold Szervezet). 2011 márciusában a világ legnagyobb flottájával, 52 kommunikációs műholddal rendelkezik.
Megnevezései: Intelsat 4 F–1; International Telecommunications Satellite (Intelsat 4G ); COSPAR:1975-042A . Kódszáma: 7815.
1975. május 21-én a Cape Canaveral (USAF) rakétaindító bázis LC–36A (LC–Launch Complex) jelű indítóállványáról egy Atlas-Centaur (5018D) hordozórakétával juttatták magas Föld körüli pálya (HEO = High-Earth Orbit). Az orbitális egység pályája 1436,20 perces, 8,9 fokos hajlásszögű, geostacionárius pálya perigeuma 35 780 kilométer, az apogeuma 35 795 kilométer volt.
Formája hengeres test, átmérője 213, magassága 528 centiméter, tömege 1410, hasznos tömege 727 kilogramm. Működési idejét 7 évre tervezték. Forgásstabilizált műhold. 4000 telefon, telefax és 12 televíziós program átjátszására volt képes. Az űreszköz felületét napelemek borították (540 W), éjszakai (földárnyék) energiaellátását nikkel-cink akkumulátorok biztosították. Gázfúvókái segítségével alkalmas volt pályakorrekciók végrehajtására. Szolgálatát az Indiai-óceán felett, látszólag egy helyben állva végezte.
1987. október 27-én 12 éves szolgálat után kikapcsolták. A légkörbe történő belépésének ideje ismeretlen.